# Степное (Бериславский район)
Степное (укр. Степне) — село в Новорайской сельской общине Бериславского района Херсонской области Украины.

## Население
Население по переписи 2001 года составляло 735 человек.

### Языковой состав
Родной язык населения по данным переписи 2001 года:
| Язык       | Численность, чел. | Доля     |
| ---------- | ----------------- | -------- |
| Украинский | 684               | 93,06 %  |
| Русский    | 48                | 6,53 %   |
| Другое     | 3                 | 0,41 %   |
| Итого      | 735               | 100,00 % |

## История
В октябре 1995 года Кабинет министров Украины утвердил решение о приватизации находившегося здесь совхоза.